# Vermicompostatge

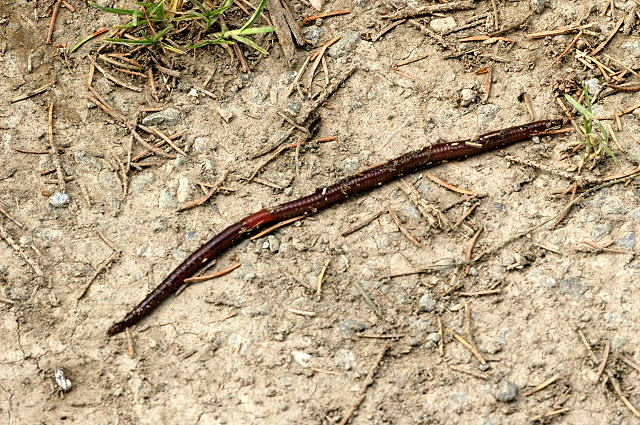
Lumbricus rubellus.

La vermicultura o vermicompostatge (del llatí vermis "cuc" i compost), és la tècnica d'elaboració de fertilitzant orgànic aprofitant la voracitat de cucs de terra amb les restes orgàniques. El resultat és un adob (humus), ric en nutrients, que s'usa com a fertilitzant i condicionador del sòl, anomenat vermicompost.
Les varietats de cuc de terra roigs de Califòrnia Eisenia foetida són les utilitzades en la fabricació de compost domèstic. El compost generat té un pH neutre i serveix per estimular el creixement de les plantes, regenerar la flora bacteriana de la terra i augmenta les defenses de les plantes davant de les malalties.
Les espècies de cuc més freqüentment utilitzades per al compostatge són Eisenia foetida (cuc vermell de Califòrnia) i Lumbricus rubellus, espècies que es troben per tot Europa i Amèrica del Nord en terres orgàniques riques, especialment en vegetació en descomposició, compost i femers. Els cucs de compostatge es poden obtenir a través de botigues especialitzades en compostatge domèstic, via Internet o a botigues de pesca, on es venen com a esquer.
El vermicompostatge a petita escala és una bona forma de convertir les deixalles de la cuina en adob d'alta qualitat, sobretot si l'espai és reduït. Per a aquesta pràctica, cal un vermicompostador, que pot fabricar-se un mateix de manera artesanal o adquirir en una botiga especialitzada en compostatge domèstic.
Juntament amb els bacteris, els cucs de terra són el principal catalitzador per convertir la descomposició en un sa sistema de compostatge, encara que d'altres espècies de terra, com els insectes, altres espècies de cucs i els fongs, també hi contribueixen.